# Kathy Keeler
Kathryn Elliott (Kathy) Keeler (Galveston (Texas) 3 november 1956) is een Amerikaans roeister.
Keeler was geselecteerd om deel te nemen aan de Olympische Zomerspelen 1980 in de Sovjethoofdstad Moskou, maar vanwege de door de Amerikaanse president Jimmy Carter afgekondigde boycot kon zij niet deelnemen aan deze spelen.
Tijdens de wereldkampioenschappen 1982 won Keeler de zilveren medaille in de vier-met-stuurvrouw.
Keeler behaalde haar grootste succes tijdens de Olympische Zomerspelen 1984 in eigen land waar zij met de Amerikaanse acht de gouden medaille won.
Na haar roeicarrière werd Keeler roeicoach.

## Resultaten

### Olympische Zomerspelen
| Jaar | Plaats      | Resultaten |
| ---- | ----------- | ---------- |
| 1984 | Los Angeles | in de acht |

### Wereldkampioenschappen roeien
| Jaar | Plaats   | Resultaten        |
| ---- | -------- | ----------------- |
| 1982 | Luzern   | in de vier-met    |
| 1983 | Duisburg | 5e in de vier-met |

1976: Goretzki & Knetsch & Richter & Ahrenholz & Kallies & Ebert & Lehmann & Müller & Wilke ·
1980: Boesler & Neisser & Köpke & Schütz & Kühn & Richter & Sandig & Metze & Wilke ·
1984: O'Steen & Metcalf & Bower & Graves & Flanagan & Norelius & Thorsness & Keeler & Beard ·
1988: Strauch & Zeidler & Haacker & Wild & Kluge & Schröer & Balthasar & Stange & Neunast ·
1992: Barnes & Taylor & Delehanty & Crawford & McBean & Worthington & Monroe & Heddle & Thompson ·
1996: Tănase & Cochelea & Gafencu & Spîrcu & Olteanu & Lipă & Popescu & Ignat & Georgescu ·
2000: Damian & Susanu & Olteanu & Cochelea & Dumitrache & Lipă & Gafencu & Ignat & Georgescu ·
2004: Florea & Susanu & Bărăscu & Papuc & Gafencu & Lipă & Damian & Ignat & Georgescu ·
2008: Cafaro & Cummins & Davies & Francia & Goodale & Lind & Logan & Shoop & Whipple ·
2012: Cafaro & Francia & Lofgren & Ritzel, Musnicki & Logan & Lind, Davies & Whipple ·
2016: Elmore & Gobbo & Logan & Musnicki, Polk & Regan & Schmetterling & Simmonds & Snyder ·
2020: Roman & Gruchalla-Wesierski & Roper & Proske & Grainger & Mailey & Payne & Wasteneys & Kit ·
2024: Rusu & Anghel & Bodnar & Lehaci & Adam & Bereș & Vrînceanu & Radiș & Petreanu